# Восточный (Тихорецкий район)
Восточный — посёлок в Тихорецком районе Краснодарского края России. Входит в состав Парковского сельского поселения.

## Население
| 2002 | 2010 |
| ---- | ---- |
| 1028 | ↘987 |

## Улицы
- ул. Берёзовая,
- ул. Волгоградская,
- ул. Жукова,
- ул. Звёздная,
- ул. Кирпичный завод,
- ул. Красная,
- ул. Кубанская,
- ул. Промышленная,
- ул. Совхозная,
- ул. Цветочная[4].